# 国际标准化组织拉丁化方案列表
国际标准化组织（ISO）拉丁化方案列表：
- ISO 9：西里尔字母
- ISO 233：阿拉伯字母
- ISO 259：希伯来字母
- ISO 843：希腊字母
- ISO 3602（训令式罗马字）：日文（部分属于音译，非转写）
- ISO 7098（汉语拼音）：中文（属于音译，非转写）
- ISO 9984：格鲁吉亚字母
- ISO 9985：亚美尼亚字母
- ISO 11940：泰文
- ISO 11941：朝鲜文
- ISO 15919：天城文和相关印度系文字